# Freccia di fuoco
Una freccia di fuoco è una forma primitiva di razzi a combustibile solido con polvere da sparo, che venivano attaccati all'asta di una freccia per fornire la forza propulsiva. Ai Cinesi è attribuita sia l'invenzione delle frecce di fuoco sia il loro primo uso militare in una guerra. I Cinesi svilupparono le frecce di fuoco dalla loro precedente invenzione dei fuochi d'artificio e della polvere da sparo.

## Modello

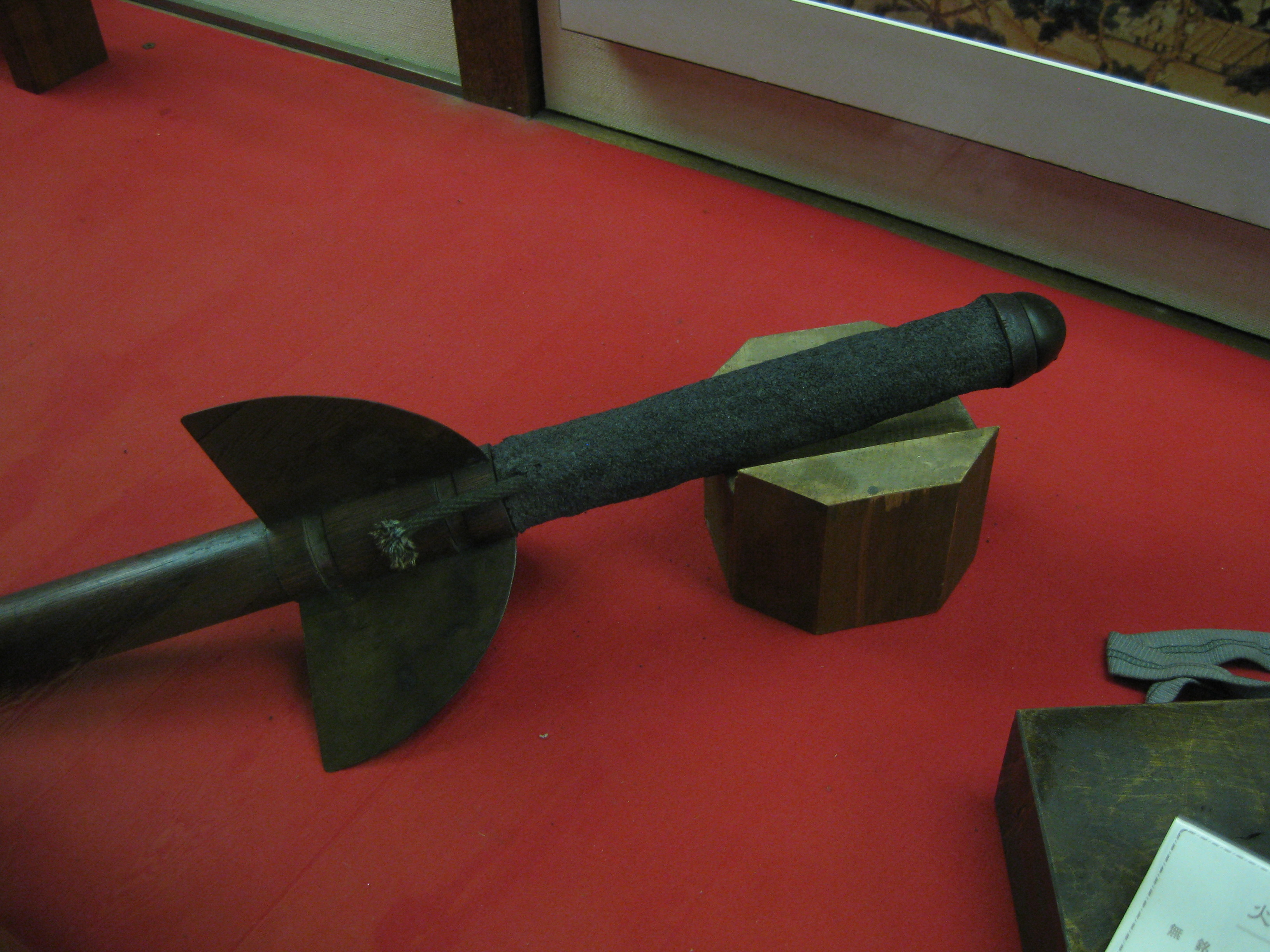
Antica bo hiya o bohiya (freccia di fuoco) giapponese (samurai), che mostra la miccia. Castello di Kumamoto (Giappone)

La freccia di fuoco fu il primo razzo come meccanismo e modello. Era fatto in una varietà di forme e lanciato in diverse maniere, ma il primo modello consisteva in una sacca di polvere nera con un bastone attaccato; le frecce erano lanciate da un'impalcatura di canne di bambù. Come le pinne su un razzo moderno, l'asta lunga su una freccia aumenta la stabilità e perciò l'accuratezza. (Funziona facendo sì che il centro della resistenza aerodinamica sia assai dietro il centro di massa, in modo che la resistenza aerodinamica atmosferica tenga la freccia orientata verso la sua direzione di viaggio.)
Le frecce di fuoco cinesi e coreane venivano lanciate di solito a salve da piattaforme di lancio, come schiere di cilindri o scatole che potevano contenere fino a 1.000 frecce di fuoco ciascuna. Le frecce di fuoco spinte dalla polvere da sparo potrebbero aver avuto una gittata fino a 300 metri.
La punta era fatta di materiali infiammabili come pece, bitume o resina.

## Usi storici

### Freccia di fuoco cinese

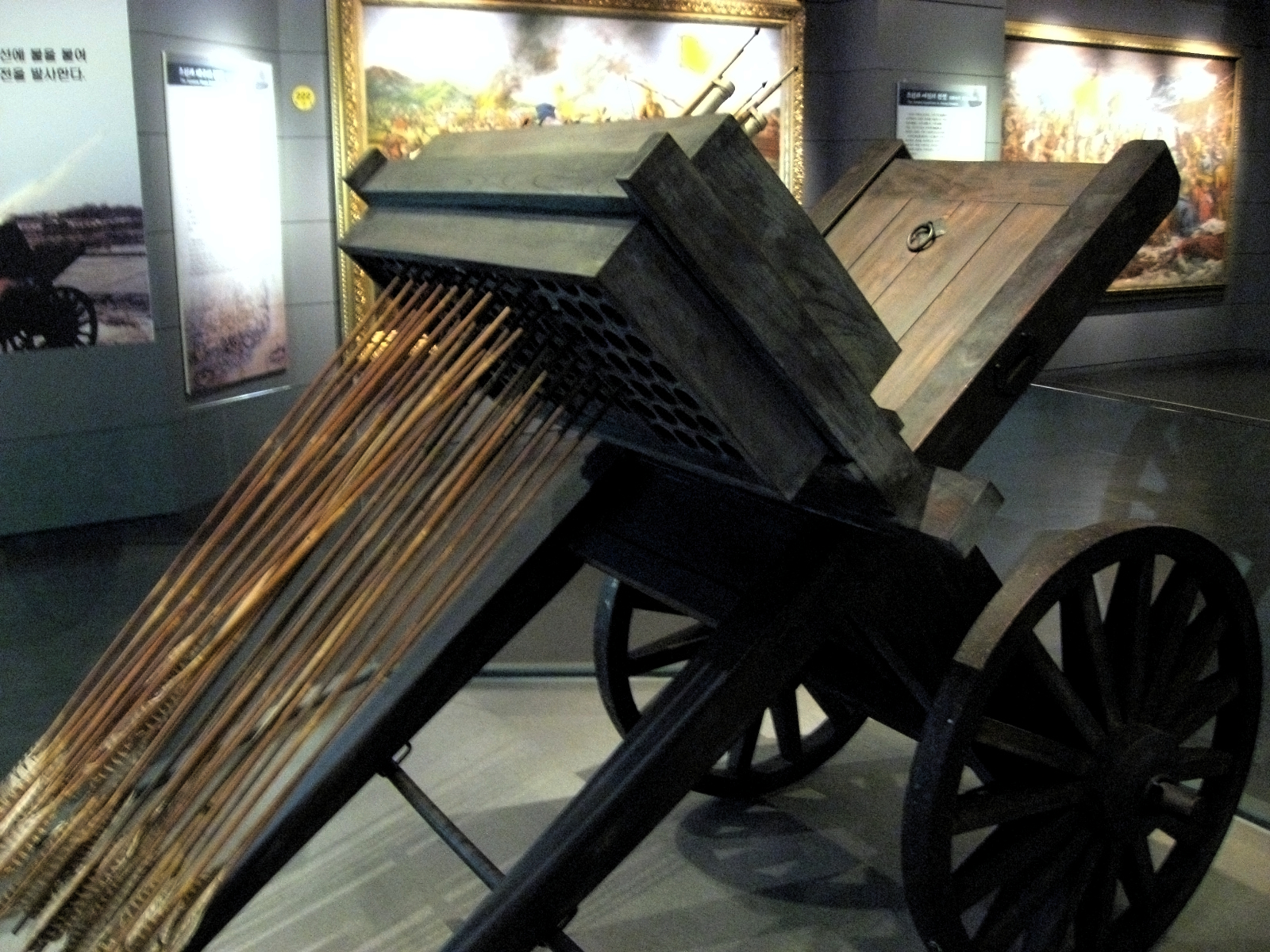
Hwacha che lancia singijeon, una variante della freccia di fuoco

Si narra che le frecce di fuoco furono usate per la prima volta dai Wu del Sud nel 904 durante l'assedio di Yuzhang. Il Compendio completo dei classici militari che fu pubblicato nel 1054 asseriva che nel 994 d.C. la città cinese di Tzu T'ung fu attaccata da un esercito di 100,000 uomini, che fu messo in rotta da macchine da guerra comuni e da frecce di fuoco.
Altri usi registrati vi furono durante le guerre Jin-Song tra le dinastie Song e Jin:
- il 1º marzo 1126, il Lanciafulmini, usato dal generale Li Gang dei Song durante l'assedio di Kaifeng,[6] e di nuovo nel 1161 dal generale Yu Yunwen nella battaglia di Caishi, vicino all'odierna Ma'anshan (Anhui), durante un'incursione marittima dei Jin.[7]
- nel 1221, le Bombe dal rombo di tuono, usate dagli invasori Jin durante l'attacco di Qizhou, che stavano facendo esplodere granate riempite di polvere nera piuttosto che bombe riempite di materiale fuso, e da ultimo nel 1232 quando i Jin respinsero i Mongoli nella battaglia di Kai-keng. Essi usarono in questa battaglia anche le Lance di fuoco volanti, che erano cnne di bambù imbottite di polvere nera; la canna veniva accesa e usata come lanciafiamme.[8]

I Mongoli, contro i quali i Cinesi avevano usato principalmente l'arma, fecero anch'essi uso della freccia di fuoco durante le loro campagne in Giappone. Come risultato delle campagne militari mongole la freccia di fuoco si diffuse in seguito nel Medio Oriente.

### Freccia di fuoco coreana

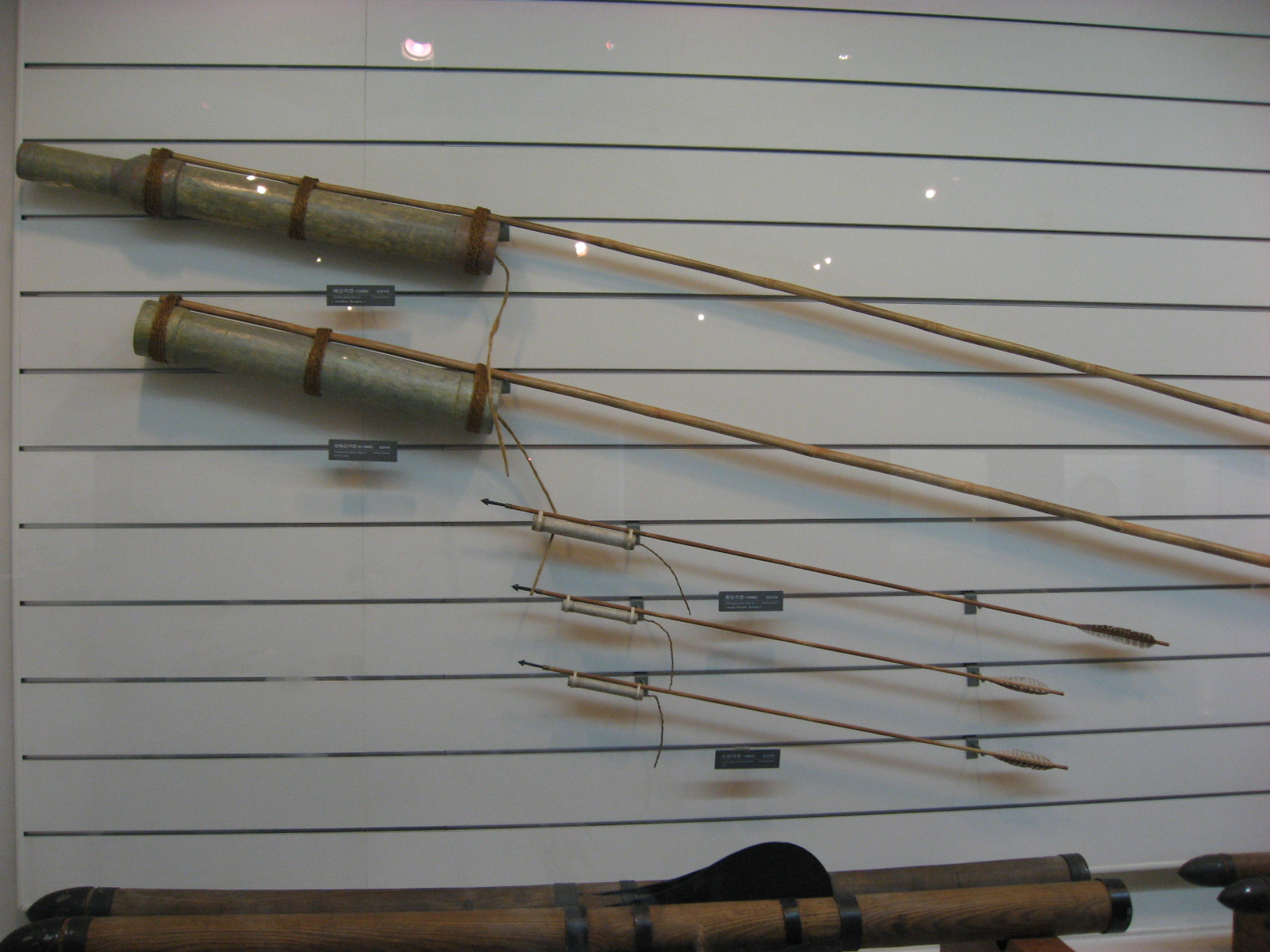
Frecce di fuoco coreane

La polvere da sparo e la conoscenza dei razzi furono introdotte in Corea attraverso la Cina, e alla fine evolsero nei singijeon. Alla fine del XIV secolo un tipo di frecce di fuoco chiamato hwajeon o hwajon fu usato contro i pirati giapponesi (wokou o anche kaizoku o wako) dalla marina coreana. Le frecce di fuoco coreane furono usate contro i Giapponesi durante l'invasione della Corea (1592).

### Freccia di fuoco giapponese
La versione giapponese delle frecce di fuoco era nota come bo-hiya. Si diceva che i pirati giapponesi (wokou, detti anche kaizoku o wako) nel XVI secolo avessero usato i bo-hiya. Il bo-hiya aveva l'aspetto di una grande freccia, un elemento bruciante fatto di corda impermeabile incendiaria era avvolto intorno all'asta; quando veniva acceso il bo-hiya veniva lanciato da un tanegashima-teppō (archibugio giapponese) a canna larga o da un'arma simile a un mortaio (hiya taihou). Durante una certa battaglia in mare si disse che i bo-hiya stavano "cadendo come pioggia".